# Kourinion
Cet article concerne le village chef-lieu. Pour le département et la commune rurale, voir Kourinion (département).
Kourinion, également orthographié Kourignon, est un village du département et la commune rurale de Kourinion, dont il est le chef-lieu, situé dans la province du Kénédougou et la région des Hauts-Bassins au Burkina Faso.

## Géographie

### Situation et environnement
Kourinion est située à environ 60 km à l'ouest de Bobo-Dioulasso.

### Démographie
- En 2006, le village comptait 2 993 habitants recensés[1].

## Transports
Le village est à 3 km de la route nationale 8 qui mène à Orodara, situé à 10 km.

## Santé et éducation
Kourinion accueille un centre de santé et de promotion sociale (CSPS).